# Escadaria de São Diogo

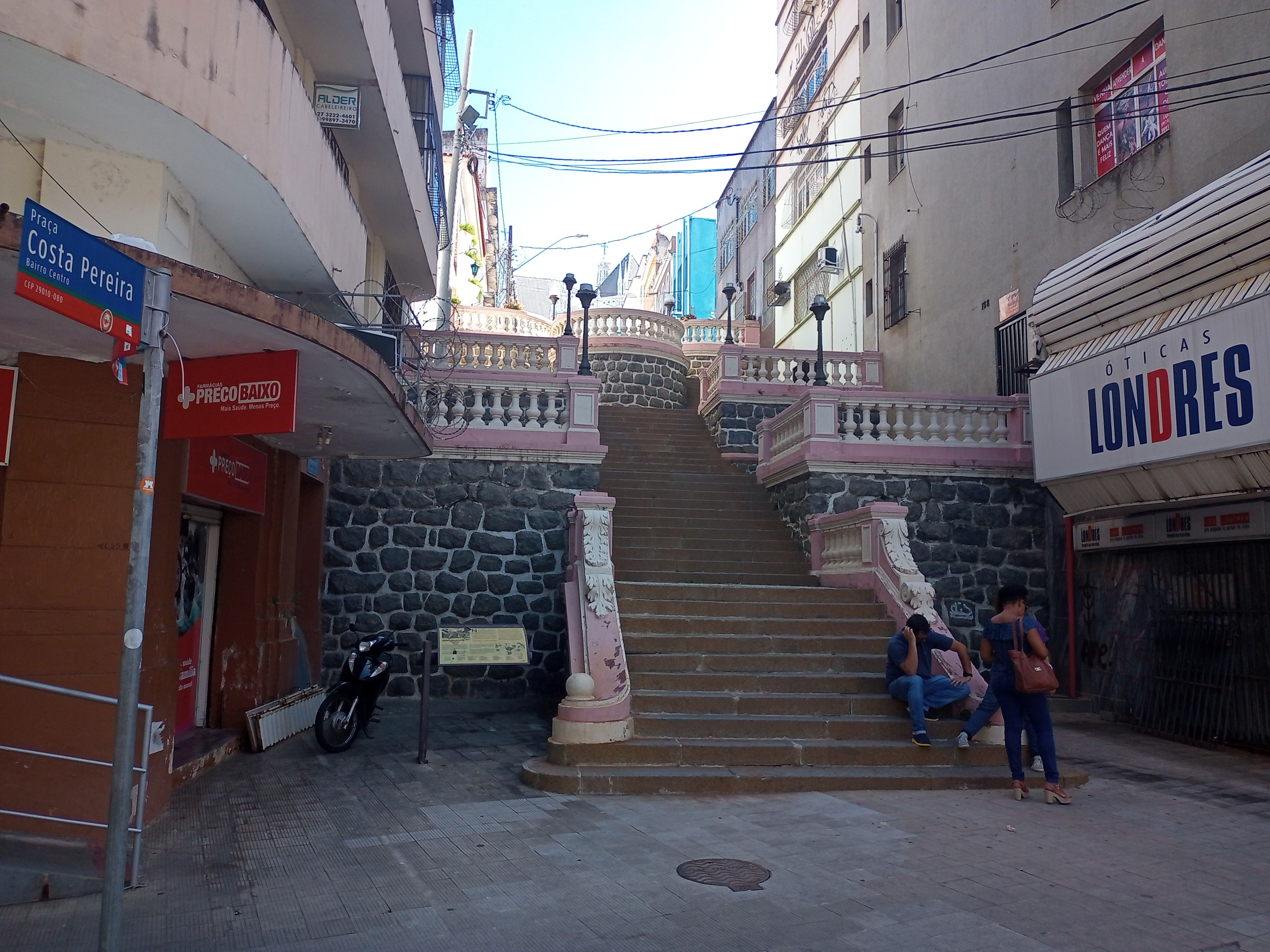
Escadaria de São Diogo, Centro Histórico de Vitória

Escadaria de São Diogo é uma escadaria localizada no Centro de Vitória, no Espírito Santo. É a escadaria mais antiga da cidade, decorada com balaustrada em concreto e postes em ferro. É tombada como patrimônio histórico municipal.

## História
A escadaria foi construída no local do antigo Forte de São Diogo, que dava proteção a Vitória, e foi desativado e demolido no século XIX.
No local do forte, os pedestres usavam a Ladeira de Pedra — esculpida na pedra — para seguir da Cidade Baixa, onde fica a atual praça Costa Pereira, até a Cidade Alta, próximo ao Convento e a Igreja de Nossa Senhora do Carmo.
Passou a se chamar Escadaria Couto Teixeira com a melhoria na escadaria. Em 1930, o governador João Punaro Bley (1930–1943) reformou e ampliou o espaço, que passou a ter o nome atual, Escadaria de São Diogo.
Em 1942, uma nova escadaria foi construída e, com seu estilo eclético, mostrou maior imponência em relação ao desenho anterior característico do período colonial. Apesar de ser discreta na paisagem da cidade, ainda preserva a importante função de ligar a Cidade Baixa à Cidade Alta.
Foi restaurada, em 2019, através de parceria entre a Prefeitura de Vitória e o Governo federal, via Financiamento à Infraestrutura e ao Saneamento (FINISA).